# 오렌지라피
오렌지라피는 납작금눈돔목 납작금눈돔과의 물고기이다.

## 특징

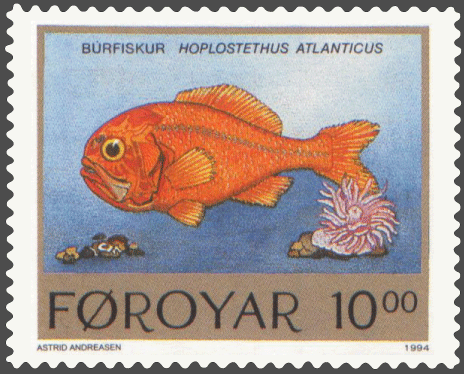

오렌지라피의 머리는 둥글다. 1개의 등지느러미에는 4~6개의 등뼈와 15~19개의 연조가 들어있다. 항문지느러미에는 3개의 등뼈와 10-12개의 연조가 있다. 19-25개의 복부 모비늘은 지느러미와 항문 사이에 딱딱한 골반 중간 능선을 형성한다. 가슴지느러미는 각각 15-18개의 연조를 포함한다. 골반지느러미는 흉부에 있으며 1개의 등뼈와 6개의 연조를 포함한다. 꼬리지느러미는 갈라진다. 입과 아가미 구멍의 내부는 푸르스름한 검은색이다. 입 자체는 크고 크게 기울어져 있다. 비늘은 딱딱하고 끈적거린다. 오렌지라피의 눈은 크다.
오렌지라피의 최대 표준 몸길이는 75cm이고 최대 몸무게는 7kg이다.

## 참고 자료
- Earle, Sylvia. 2009. The World is Blue. 내셔널 지오그래픽. ISBN 1-4262-0541-4